# カワサキモータースジャパン
株式会社カワサキモータースジャパン（英: Kawasaki Motors Corporation Japan）は、兵庫県明石市に本社を置く、日本でのカワサキモータース製オートバイや水上オートバイなどの販売を行う日本の企業。川崎重工グループの一員で、カワサキモータースの完全子会社。
川崎航空機工業からエンジンの供給を受けて「明発」（1957年から「メイハツ」）のブランド名でオートバイの製造も行っていたが、1960年に川崎航空機工業が一貫生産体制を確立し、目黒製作所と業務提携を結ぶと、翌1961年に「カワサキ」と「メグロ」の販売会社となった。なお、「メグロ」のブランド展開は1969年で終了したが、2021年に復活した。2022年からはイタリアの⾼級ハンドメイド・モーターサイクルブランド「ビモータ」の日本総輸入元となっている。

## 沿革
- 1953年12月15日 - 大日本機械工業株式会社の「電光号」設計者たちが独立して、東京都葛飾区金町に明発工業株式会社を設立[2]。
- 1954年7月 - 川崎明発工業株式会社に社名変更。
- 1961年5月 - カワサキ自動車販売株式会社に社名変更。
- 1966年 - カワサキオートバイ販売株式会社に社名変更。
- 1988年 - カワサキジェットスキー株式会社を設立。
- 1993年 - カワサキオートバイ販売株式会社の各地域販社とカワサキジェットスキー株式会社を統合し、株式会社カワサキモータースジャパンに社名変更。
- 2021年 - 川崎重工業からカワサキモータースに株式が譲渡され、同社の完全子会社となる。

## 販売網
カワサキモータースジャパン直営の「カワサキ専門店」と、他社併売店の「カワサキ正規取扱店」の2本立てで、両方とも全モデルを扱ってきたが、2016年より販売網の再編成を行う。
カワサキ専門店に新VIを導入しカワサキプラザ（Kawasaki PLAZA）としてリニューアル。単にバイクを売るだけではなく「カワサキバイクのあるライフスタイルや価値観」を提案する拠点として、高級感ある内装やアパレルなどライフスタイルをセットにした展示・専用BGM・オリジナルブレンドコーヒーなどのおもてなし・延長保証・メンテナンスパック・認定中古車等の高品質なサービスを提供していく。カワサキ直営1店舗のほか、一定の設置基準をクリアした外部販売会社も含め、2023年12月現在全国に92店舗がある。
同時に2020年4月より「カワサキ正規取扱店」の取扱車種を400ccまでのモデルまでとし、401cc以上の機種はプラザ店専売とする。ただし正規取扱店でもプラザ店専売機種の修理対応は可能であり、一部正規取扱店では、プラザ店専用サービスの対応が可能な「カワサキプラザサービス協力店」の看板も構える。
その一方、プラザ店が無いために401cc以上の機種が購入できない地域が続出したことから、「オンライン商談+地域のカワサキプラザサービス協力店による納車・アフターサービス」によるネット販売を開始した。2021年12月からの開始においては、近くにプラザ店が無い一部地域が対象だったが、2023年1月からは全国どこでも申し込みが可能になった。